# Douglas Dundas
Douglas Roberts Dundas, né le 25 janvier 1900 à Inverell et mort le 30 juin 1981 en Nouvelle-Galles-du-Sud, est un peintre australien.

## Biographie
Il expose au Salon des artistes français de 1929 dont il est sociétaire les toiles Printemps, Toscane et Les Toits de San Gumignano. 